# دیمیتری بودو
دیمیتری بودو (انگلیسی: Dimitri Boudaud؛ زادهٔ ۱۰ فوریهٔ ۱۹۸۷) بازیکن فوتبال اهل فرانسه است.
از باشگاه‌هایی که در آن بازی کرده‌است می‌توان به باشگاه فوتبال سدان اشاره کرد.